# ایکس‌ان‌یو
ایکس‌ان‌یو (انگلیسی: XNU) هسته سیستم‌عامل کامپیوتر است که توسط شرکت اپل توسعه یافته. از دسامبر ۱۹۹۶ برای استفاده در سیستم عامل Mac OS X (مک‌اواس فعلی) و به عنوان نرم‌افزار آزاد و متن‌باز به عنوان بخشی از سیستم عامل داروین منتشر شد، که اساس نرم‌افزار تی‌وی‌اواس، آی‌اواس، آی‌پداواس و واچ اواس می‌باشد. XNU مخفف X is Not Unix (ایکس یونیکس نیست) است.
XNU در اصل توسط نکست برای سیستم عامل نکست‌استپ توسعه یافته بود. XNU یک هسته ترکیبی مشتق شده از نسخه ۲٫۵ هسته ماک بود که در دانشگاه کارنگی ملون توسعه یافته بود، بخش عمده‌ای از هسته بی‌اس‌دی ۴٫۳ را که برای اجرا بر روی ماک اولیه تغییر یافت، در خود جای داده و همراه با یک واسط برنامه‌نویسی کاربردی (API) در آبجکتیو-سی برای نوشتن درایورها به نام Driver Kit بود.
پس از اینکه اپل شرکت نکست را تصاحب کرد، هسته با کدهای مشتق شده از OSFMK 7.3 از OSF و پروژه فری‌بی‌اس‌دی به روز شد و Driver Kit با یک C++‎ API برای نوشتن درایورها به نام I/O Kit جایگزین شد.